# Tratado de Fez
El Tratado de Fez (en árabe: معاهدة فاس‎, en francés: Traité de Fès), oficialmente el Tratado celebrado entre Francia y Marruecos el 30 de marzo de 1912, para la organización del protectorado francés en el Imperio jerifiano (Traité conclu entre la France et le Maroc le 30 mars 1912, pour l'organisation du protectorat français dans l'Empire chérifien), fue un tratado firmado por el sultán Abd al-Hafid de Marruecos y el diplomático francés Eugène Regnault el 30 de marzo de 1912. Estableció el protectorado francés en Marruecos y permaneció en vigor hasta la declaración conjunta franco-marroquí del 2 de marzo de 1956.
El tratado dio a Francia el derecho a ocupar ciertas partes del país con el fin de proteger al sultán de la oposición interna. Según los términos, el residente general francés tenía poderes absolutos tanto en asuntos externos como internos, y era el único capaz de representar a Marruecos en países extranjeros. Sin embargo, el sultán conservaba el derecho de firmar los decretos (dahirs) presentados por los residentes generales.
Cuando la noticia del tratado finalmente se filtró a la población marroquí, se encontró con una reacción inmediata y violenta en la Intifada de Fez.

## Tratado

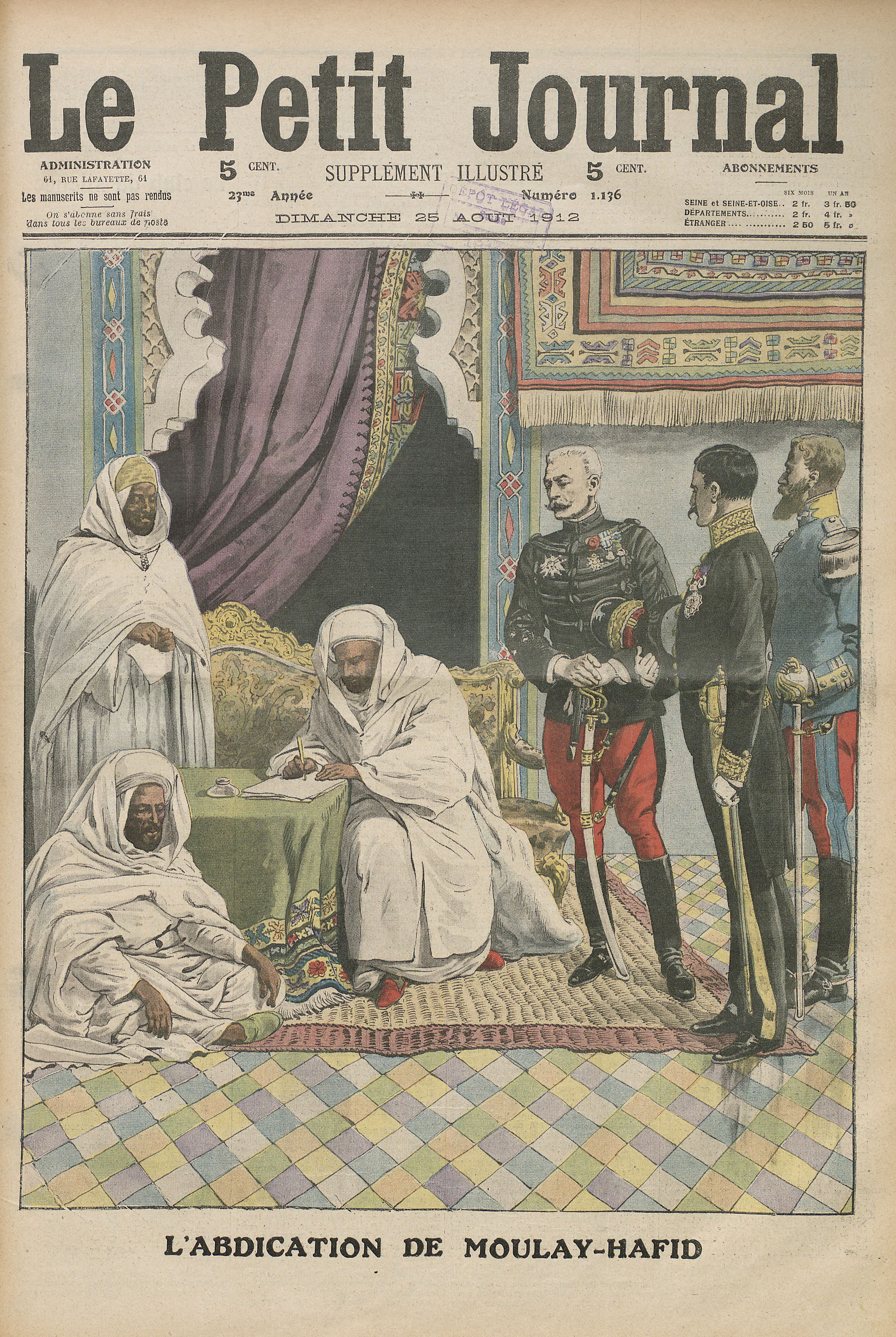
Una ilustración de Abd al-Hafid de Marruecos firmando el Tratado de Fez en la portada del Supplément illustré semanal de Le Petit Journal, impreso el 25 de agosto de 1912.

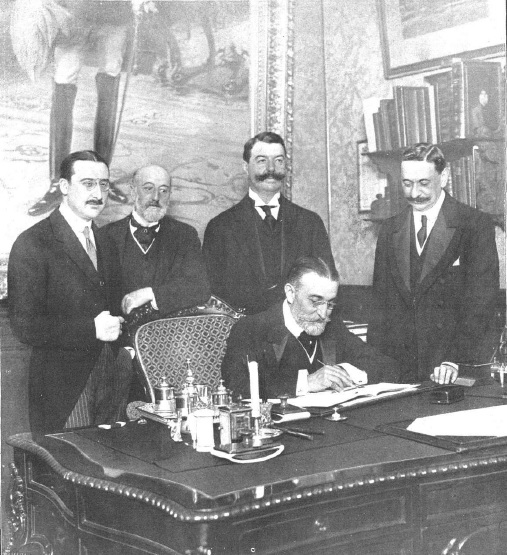
Momento de la firma del Tratado Hispano-Francés por el que se creaba el Protectorado español de Marruecos, 27 de noviembre de 1912, unos meses después del Tratado de Fez.

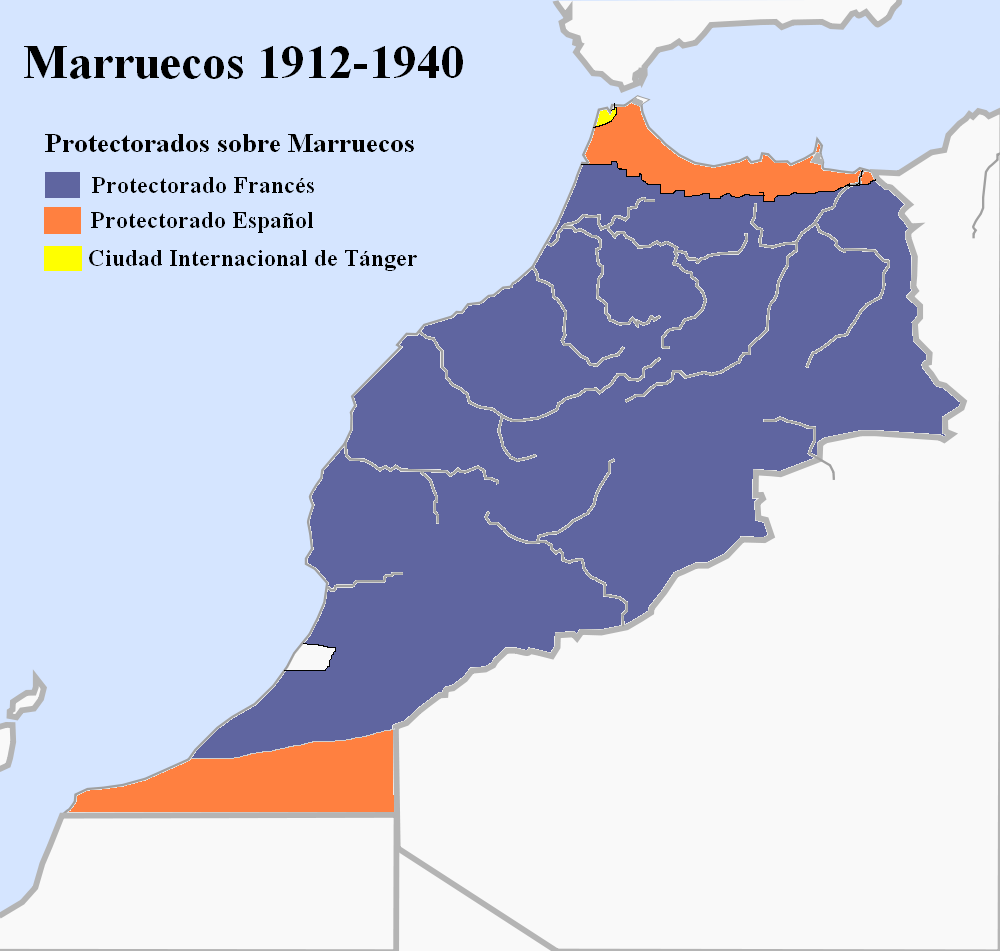
Mapa del Protectorado español de Marruecos, el Protectorado francés de Marruecos y la Zona Internacional de Tánger.

Como parte del tratado, Alemania reconoció las esferas de influencia francesas y españolas en Marruecos, recibiendo a cambio territorios en el Congo francés (actual República del Congo), una colonia del África Ecuatorial Francesa, los cuales se convirtieron en parte de Kamerun.
Mediante un Tratado Hispano-Francés firmado el 27 de noviembre de ese mismo año, España recibió algunos territorios en el norte y el sur de Marruecos, que se convirtieron en el Protectorado español de Marruecos. Las dos zonas del protectorado español en el norte de Marruecos tenían pocos caminos pavimentados y se encontraban separadas por la bahía de Alhucemas. El tratado concedió la concesión para la explotación de las minas del hierro del monte Uixan a la Compañía Española de Minas del Rif. La compañía también recibió el permiso para construir un ferrocarril que conectara las minas con Melilla.
Las tribus del Rif, que sólo reconocían la autoridad religiosa del sultán pero no la política, rechazaron el acuerdo ya que consideraban que Fez no tenía poder sobre el Rif. De este modo años más tarde cuando el ejército español intentó adentrarse en el  Rif se desancadenó la guerra del Rif de 1911 hasta 1927 entre España y las tribus de Jibala Gomara y Rif, bajo el liderazgo de Abd el-Krim se unieron para hacer frente a España, acabarían formando un nuevo país llamado República del Rif, que por primera vez unía a las tribus de las montañas del Rif bajo una estructura de estado moderna, con una asamblea y un gobierno con sede en Axdir.